# باشگاه ورزشی الفتح
باشگاه الفتح (به عربی: نادي الفتح) یک باشگاه فوتبال از عربستان سعودی است که در شهر احساء قرار دارد. این باشگاه هم‌اکنون در لیگ حرفه‌ای فوتبال عربستان بازی می‌کند.
این باشگاه در سال ۱۹۵۸ میلادی تأسیس شده‌است.
این باشگاه در فصل ۱۳–۲۰۱۲ برای اولین بار به مقام قهرمانی لیگ حرفه‌ای عربستان دست یافت. الفتح در سال ۲۰۱۳ به مقام قهرمانی در سوپر جام عربستان نیز دست یافت.
الفتح یک نایب قهرمانی در لیگ دسته اول عربستان و همچنین دو قهرمانی و یک نایب قهرمانی در لیگ دسته دوم عربستان را در کارنامهٔ خود دارد.

## بازیکنان برجسته فعلی
- جیسون دنیار
- کریستین تیو
- لوکاس زالارایان
- کریستین کوا